# Черкаське вище професійне училище
Черка́ське вище професійне училище — державний навчальний заклад, професійно-технічний навчальний заклад у місті Черкаси.

## Історія
Черкаське професійно-технічне училище засновано в 1977 році. Враховуючи зміни, що відбулися в структурі виробництва і на ринку праці з 3.06.94 р. відбулося з’єднання двох професійно-технічних училищ №21 і №3 на базі ПТУ №21.
        Згідно Постанови Кабінету Міністрів України від 2 квітня 1998 року № 481 «Про затвердження комплексних заходів щодо формування ступеневої професійно-технічної освіти, спеціалізації та перепрофілювання професійно-технічних закладів» Черкаське ПТУ №21 реорганізовано з 10 липня 2003 р. в Черкаський професійний ліцей переробної промисловості.
        Авторитет навчального закладу не був втрачений, він увійшов у перелік 100 кращих професійно-технічних навчальних закладів країни, а в 2008 році зайняв I місце по області серед професійно-технічних навчальних закладів.
      У 2009 році відбулося об’єднання закладу з не менш престижним Черкаським професійним кулінарним ліцеєм і заклад отримав вищий статус та нову назву – Держаний навчальний заклад «Черкаське вище професійне училище». Сьогодні ДНЗ «Черкаське вище професійне училище» входить до числа кращих ПТНЗ області.
      Керівник навчального закладу – Сергій ВОРОНОВ, сьогодні захищає незалежність нашої держави.
  Учнівський колектив налічує 506 осіб. Учнівська молодь під наставництвом професійних майстрів виробничого навчання  та викладачів посідає призові місця у фахових конкурсах на всеукраїнських та міжнародних чемпіонатах з кулінарного та кондитерського мистецтв, галузей ресторанного сервісу.
        Працевлаштування учнів-випускників щорічно становить 100%.
        Виробниче навчання та практику учні проходять на кращих базових підприємствах міста:
- ТОВ «Черкасихліб»
- ТОВ ТД «ФУДСЕРВІС»
- ОКП готельний комплекс «Дніпро»
- Мережа ресторанів «Україна Центр»
- Ресторанний комплекс «RIVERWOOD»
- Фабрика «Шарлот»

      90% випускників залишаються працювати на підприємствах міста та області, де забезпечуються робочими місцями згідно отриманої професії. Близько 10% випускників продовжують навчання у вищих навчальних закладах.
       У листопаді 2021 року на стіні навчального закладу було відкрито мурал за мотивами картин Данила Нарбута. З інформацією можна ознайомитись на сайті Данило Нарбут.

## Структура
ДНЗ "Черкаське вище професійне училище" знаходиться за адресою вулиця Подолинського, б.20.
В училищі функціонує:
- навчально-виробнича дільниця: міні-пекарня «Солодощі»;
- навчально-практичний центр кулінарного мистецтва з професії «Кухар».

       Працює навчально-виробниче кафе «Кава модерн».
        У позаурочний час учні мають можливість займатися в спортивних секціях (баскетбол, волейбол, настільний теніс). Команди є переможцями обласних та міських змагань, спартакіад. На базі гуртожитку працює спортивний клуб «Олімп», щороку учні беруть участь у спартакіаді студентських гуртожитків та займають призові місця.
      Художня самодіяльність представлена вокальним, танцювальним гуртками, літературно-музичною студією. Учасники художньої самодіяльності стають лауреатами обласних фестивалів, конкурсів.
      У навчальний процес постійно впроваджуються нові форми та методи навчання, усі навчальні кабінети та лабораторії оснащені сучасною комп’ютерною технікою та телевізорами..

## Спеціальності
Училище готує робітників за наступними спеціальностями:
- продавець продовольчих товарів
- пекар; кондитер
- кухар, кондитер
- кухар; офіціант
- бармен, офіціант
- продавець продовольчих товорів, виробник м'ясних напівфабрикатів, жилувальник м'яса
- офіціант, бармен, контролер-касир

## Педагогічний колектив
У навчальному закладі працюють 120 співробітників, з них 86 педагогів, з яких 14 мають категорію «спеціаліст вищої категорії», 6 осіб — категорію «спеціаліст І категорії», 4 особи — категорію «спеціаліст ІІ категорії», 10 осіб — категорію «майстер І категорії», 15 осіб — категорію «майстер ІІ категорії», 7 осіб — звання «викладач-методист», 7 осіб — звання «старший викладач», 9 осіб — відзнаку «відмінник освіти України».